# Lutherkirche (Hamburg-Neustadt)

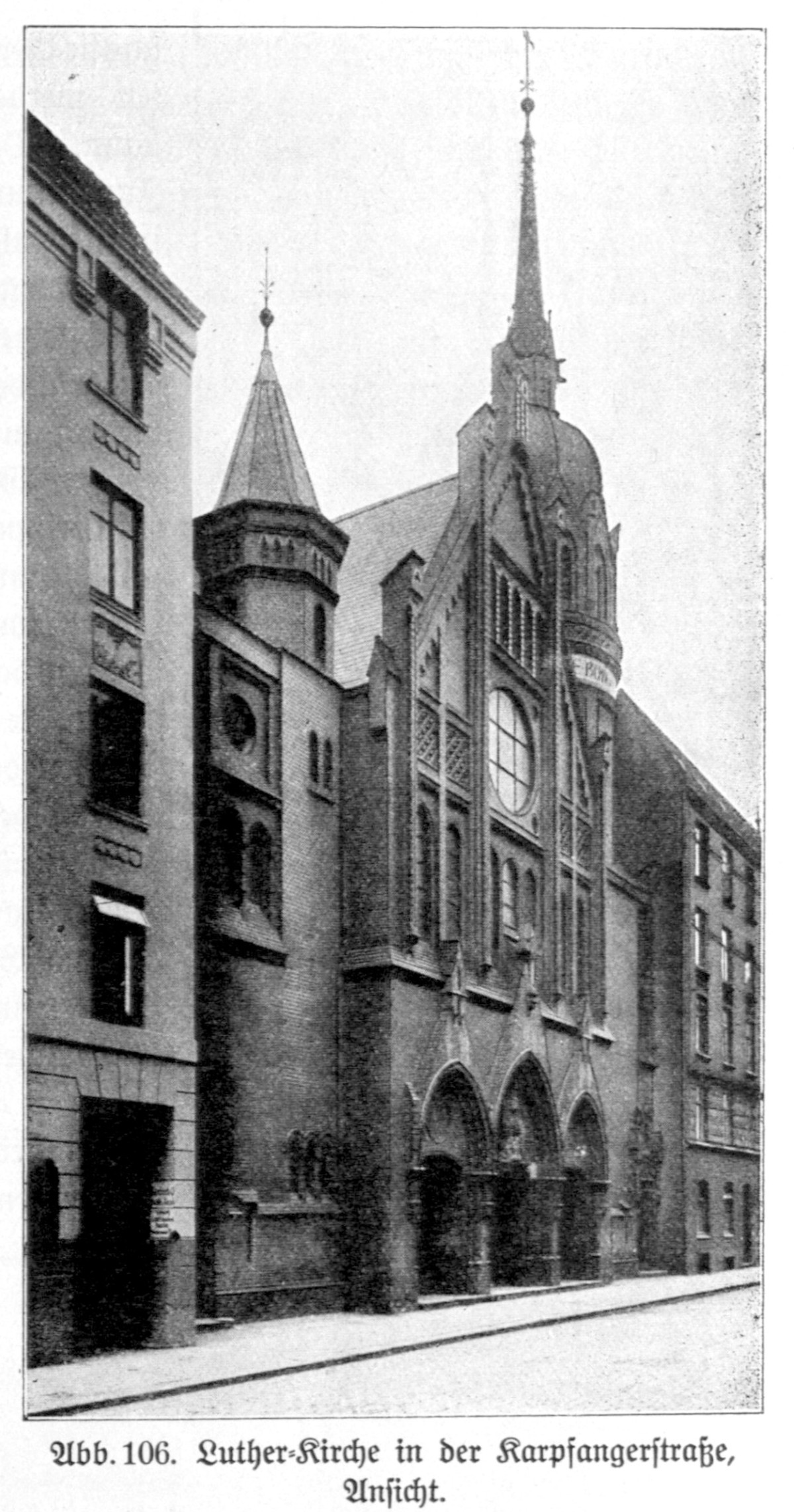
Straßenfront zur Karpfangerstraße – mit 25 m ungewöhnlich schmal

Die Lutherkirche war ein Kirchengebäude in Hamburg-Neustadt, das als Filialkirche ohne eigene Pfarrgemeinde zur evangelisch-lutherischen Hauptkirche Sankt Michaelis gehörte. Die Kirche in der Karpfangerstraße wurde 1905/06 zusammen mit dem angrenzenden Haus der Deutschen Seemannsmission im Wolfgangsweg erbaut. Die Entwürfe für beide Gebäude stammten von Hugo Groothoff, der die Kirche im neugotischen Stil als Zentralbau auf sehr begrenztem Raum ausführte. Bei Luftangriffen im Zweiten Weltkrieg wurde die Kirche zerstört, das Kirchengrundstück in der Nachkriegszeit mit einem Altersheim für Seefahrer bebaut. Nur wenige Ausstattungsgegenstände der Kirche haben überdauert: Die Luther-Statue befindet sich heute bei St. Nikolai in Moorfleet, das Adlerpult in St. Michaelis.

## Geschichte

### Bau und Nutzung
1883 wurde in den protestantischen Gemeinden Deutschlands das 400. Jubiläum der Geburt von Martin Luther mit einem Lutherjahr feierlich begangen. In Hamburg veranstaltete die Landeskirche aus diesem Anlass eine Sammlung, deren Erlös der Errichtung einer innerstädtischen Lutherkirche dienen sollte. So kam ein Fonds von 100.000 Mark zusammen, je nach Umrechnung der historischen Kaufkraft zwischen 800.000 und 2 Mio. Euro (Preise von 2022). Nach längeren Verhandlungen übergab die Landeskirche diese Geldsumme an die Gemeinde St. Michaelis, die sich verpflichtete den Betrag aus eigenen Mitteln zu verdoppeln, um damit eine Lutherkirche im eigenen Pfarrbezirk zu bauen.
Zum Ende des 19. Jahrhunderts war ein eigenes Haus für die Hamburger Seemannsmission ebenso vonnöten wie eine weitere Kirche im Pfarrsprengel St. Michaelis. 1903 führten Verhandlungen mit dem Hamburger Senat und der Bürgerschaft zu einer kombinierten Lösung für einen Bauplatz: Der Verein für Seemannsmission und der Kirchenvorstand von St. Michaelis erwarben je ein Grundstück zu einem Quadratmeterpreis von 100 Mark. Dies war das erste Mal in der Geschichte Hamburgs, dass die Kirche für den Erwerb eines städtischen Grundstücks zahlen musste. Die beiden Grundstücke waren an der Rückseite miteinander verbunden. Das Grundstück für St. Michaelis lag nördlich an der Karpfangerstraße 9, das Grundstück für die Seemannsmission südlich am Wolfgangsweg 12.
Die Kirche sollte neben der Entlastung des südlichen Pfarrbezirks von St. Michaelis auch den kirchlichen Zwecken der Seemannsmission dienen. Ebenso war der Seemannspastor anfänglich eine Pastorenstelle von St. Michaelis. Eine große Rolle bei dieser Lösung nahm Pastor Karl Reimers (1872–1934) ein, der von 1900 bis 1906 Seemannspastor in Hamburg war und um 1903 zusätzlich die vierte Pastorenstelle in der Gemeinde St. Michaelis übernahm. Als Herausgeber des Hamburgischen Kirchenblatts war er auch publizistisch einflussreich.

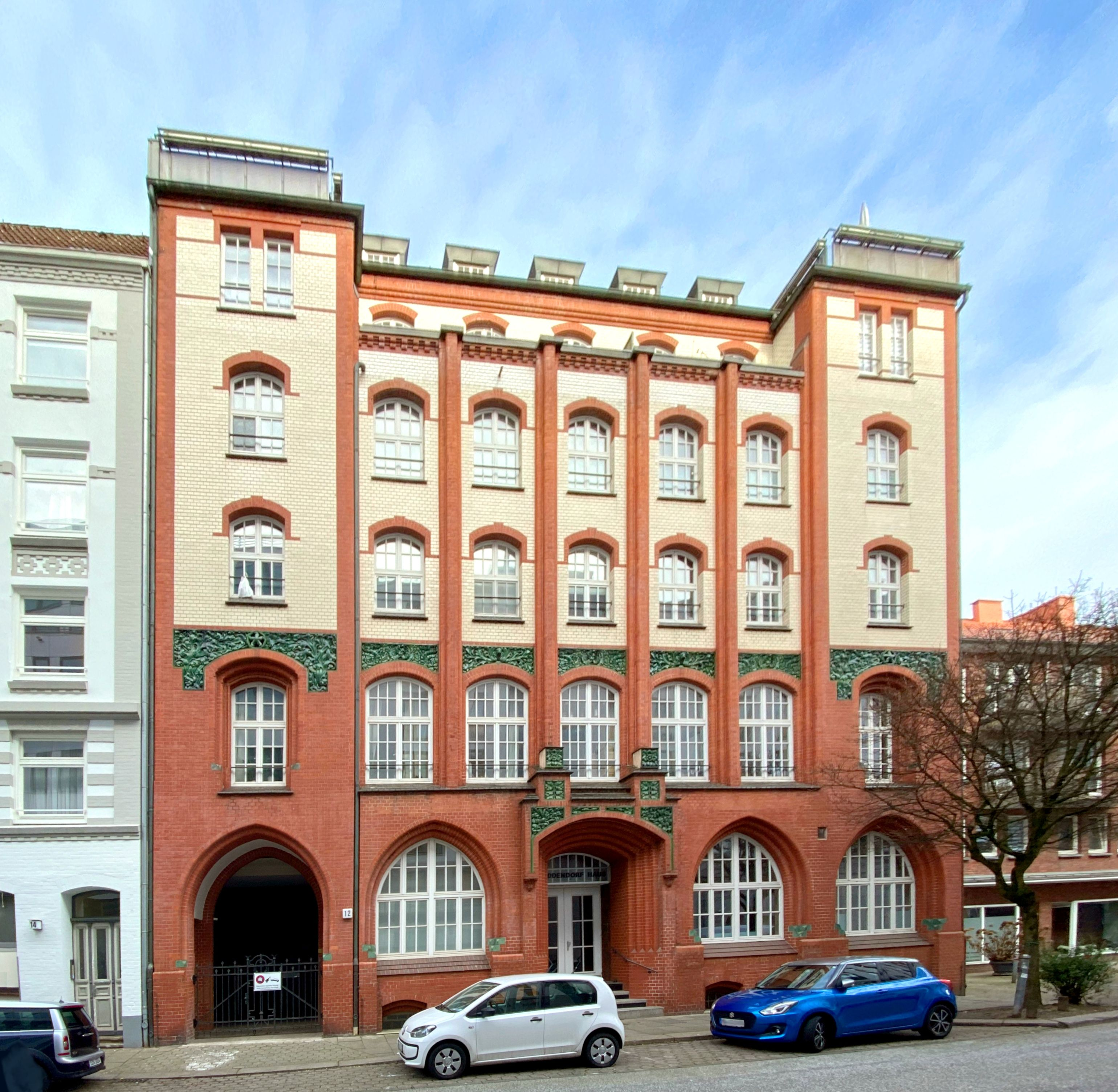
Haus der Seemannsmission im Wolfgangsweg

Im August 1904 nahm die Gemeinde St. Michaelis den vom Architekten Hugo Groothoff eingereichten Bauplan an. Die schwierige Aufgabe – Bau einer Kirche mit 800 Sitzplätzen auf sehr beschränktem Raum – war nach Meinung des Kirchenvorstands glücklich und künstlerisch gelöst. Im Juli 1905 wurde Richtfest gefeiert. Am 13. März 1906 wurde die Kirche im Beisein der Senatoren Gottfried Holthusen und Werner von Melle feierlich eingeweiht. Auch das Haus der Deutschen Seemannsmission am Wolfgangsweg wurde von Groothoff entworfen und zeitgleich gebaut.
Der Bau der Kirche samt Innenausstattung kostete 280.000 Mark, davon 60.000 Mark für das Grundstück. Neben der in Hamburg erstmals ausgeführten Bauart einer Kirche im Anschluss an Nebenhäuser und in der Flucht der Straße war die Belichtung des Baus eine besondere Herausforderung für den Architekten Groothoff. Die Bauarbeiten wurden von der Firma Bernstorff ausgeführt, die Orgel baute Paul Rother. Die Orgel war eine anonyme Privatstiftung, daneben stiftete Georg Behrmann die Kanzel, Familie Godeffroy die drei Glocken der Kirche und der Bankier Max von Schinckel die Luther-Statue.
Die Gemeinde St. Michaelis stellte einen Pastor für die Seemannsmission. Auch die Lutherkirche wurde der Seemannsmission als Stätte für Gottesdienste zur Verfügung gestellt. Der Verein für Seemannsmission stellte das weitere Personal für den Seemannspastor. Im Juli 1906 brannte St. Michaelis aus. Bis zur Wiederherstellung des „Michels“ 1912 war die Lutherkirche das einzige Kirchengebäude der Gemeinde.

### Pastoren
Pastoren der Lutherkirche waren zugleich auch Pastoren an St. Michaelis. Dort wurden Pastoren mit dem „besonderen Auftrag für die Lutherkirche in der Karpfangerstraße“ berufen, die man somit zu den Pastoren der Lutherkirche im engeren Sinne zählen kann. Ebenso gilt das für die Seemannspastoren der Anfangszeit der Lutherkirche bis zur organisatorischen Trennung von Seemannsmission und St. Michaelis im Jahr 1917. Zu den Pastoren der Lutherkirche zählten somit:
- 1906–1913: Karl Reimers (1872–1934), war schon ab 1900 Seemannspastor in Hamburg[7]
- 1906–1923: Heinrich Ditlevsen (1879–1938), war von 1900 bis 1923 Seemannspastor in Hamburg, 1917 wechselte seine Stelle als Seemannspastor in die direkte Verantwortung der Landeskirche, er blieb parallel dennoch weiter Pfarrer an St. Michaelis[7]
- 1906–1930: Henry Schwieger (1865–1943), Pastor an St. Michaelis (V. Pastorenstelle) bis zu seinem Ruhestand 1930[8]
- 1922–1934: Hugo Sauerland (1877–1941), Inhaber der vierten Pfarrstelle an St. Michaelis[9]
- 1935–1943: Karl Bode (1910–1960), auch nach der Zerstörung der Lutherkirche bis zu seinem Tod Pastor an St. Michaelis[10]

### Zerstörung und Verbleib von Ausstattung

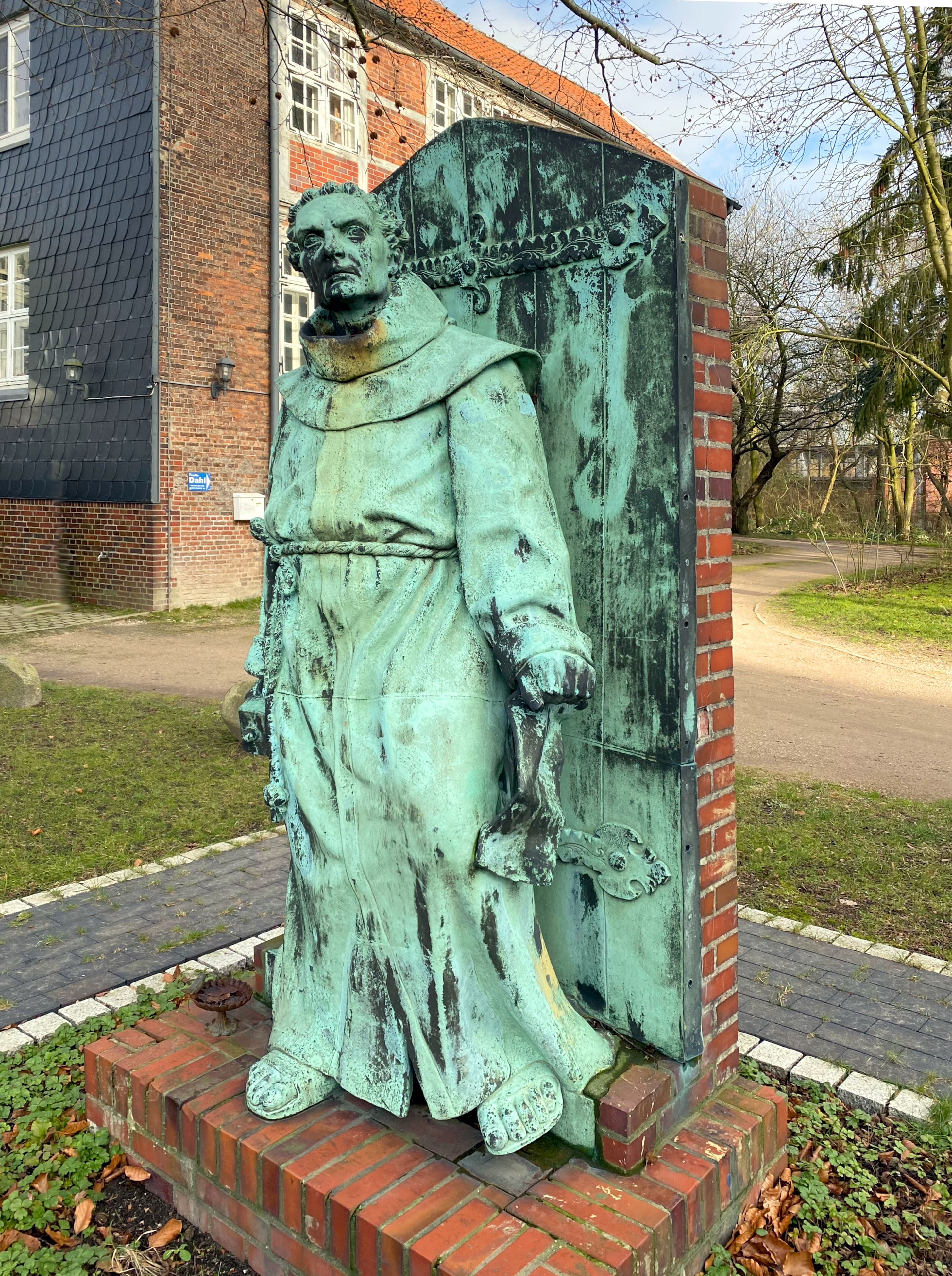
Statue von der Lutherkirche, seit 1966 in Moorfleet

Bei den Bombenangriffen der Royal Air Force im Zuge der „Operation Gomorrha“ geriet nach Berichten von Pastor Lothar Schwieger in der Nacht auf den 27. Juli 1943 der Kirchturm der Lutherkirche in Brand, konnte aber vom Pastor der Seemannsmission zusammen mit einigen Seeleuten gelöscht werden. Dadurch wurde verhindert, dass der Innenraum der Kirche Feuer fing, selbst Gemälde hingen noch an ihrem Ort. Das benachbarte Haus der Seemannsmission am Wolfgangsweg brannte hingegen bis auf die Fassadenmauern aus. Nach Bericht eines Augenzeugen waren „alle Straßen südlich der Lutherkirche ein Flammenmeer“.
Am 11. März 1945 griff die Eighth Air Force der USAF mit 469 B-17-Bombern Hamburg an. Ziel waren die Ölraffinerien in Hamburg-Wilhelmsburg und die Großwerften am Südufer der Norderelbe, gegenüber von Hamburg-Neustadt. Der Tagesangriff fand bei geschlossener Wolkendecke statt, gezielt wurde mittels H2X-Radar. Bei diesem Angriff wurde die Lutherkirche „total vernichtet“, auch St. Michaelis erlitt am 11. März 1945 schwere Schäden. Im Standardwerk Kriegsschicksale Deutscher Architektur wird die Lutherkirche als „völlig zerstört“ klassifiziert. 1947 wurde die Kirche als Predigtstätte der Gemeinde St. Michaelis entwidmet.
Ein Adlerpult aus der Lutherkirche schenkte der Kirchenvorstand von St. Michaelis 1966 dem Sohn von Henry Schwieger. Henry Schwieger (1865–1943) war Pastor an St. Michaelis gewesen und hatte in der Lutherkirche gepredigt. Sein Sohn Lothar Schwieger (1905–1994) war Pastor an St. Nikolai in Hamburg-Moorfleet. Nachdem dessen Erben das Pult an St. Michaelis zurückgegeben hatten, wurde das Adlerpult 2018 nach einer Restaurierung wieder in den liturgischen Dienst im Michel genommen. Das Adlerpult aus der Lutherkirche ist aus Eichenholz geschnitzt und gedrechselt.
Über dem mittleren Portal der Kirche an der Karpfangerstraße stand eine überlebensgroße Luther-Statue von Harro Magnussen. Die Bronzefigur ist 2,20 m groß und wurde in der Bildgießerei Martin & Piltzing hergestellt. Die Statue zeigt Luther in der Tracht eines Augustinermönchs, in einer Hand einen Hammer und in der anderen Hand seine 95 Thesen. Die Tür der Schlosskirche, an die Luther seine Thesen genagelt haben soll, bildete den Hintergrund der Luther-Statue. Seit 1966 ist die Luther-Statue vor dem Pfarrhaus der Kirche St. Nikolai in Hamburg-Moorfleet aufgestellt.
Die Unterlagen zu Planung, Bau und der kirchlichen Nutzung der Lutherkirche werden im Archiv von St. Michaelis aufbewahrt.

### Nachnutzung des Grundstücks
1950 wurde das Haus der Seemannsmission am Wolfgangsweg wieder aufgebaut. Gleichzeitig wurde der Plan gefasst, auf dem Grundstück der ausgebrannten Lutherkirche ein neues Altersheim für 70 bis 80 Seeleute zu bauen, das als Ersatz für das 1943 zerstörte Armen- und Altersheim am Steinhöft (Schaartor 15) dienen könnte. Durch Zusammenlegen der Grundstücke und des Betriebs sollten auch die laufenden Kosten reduziert werden.

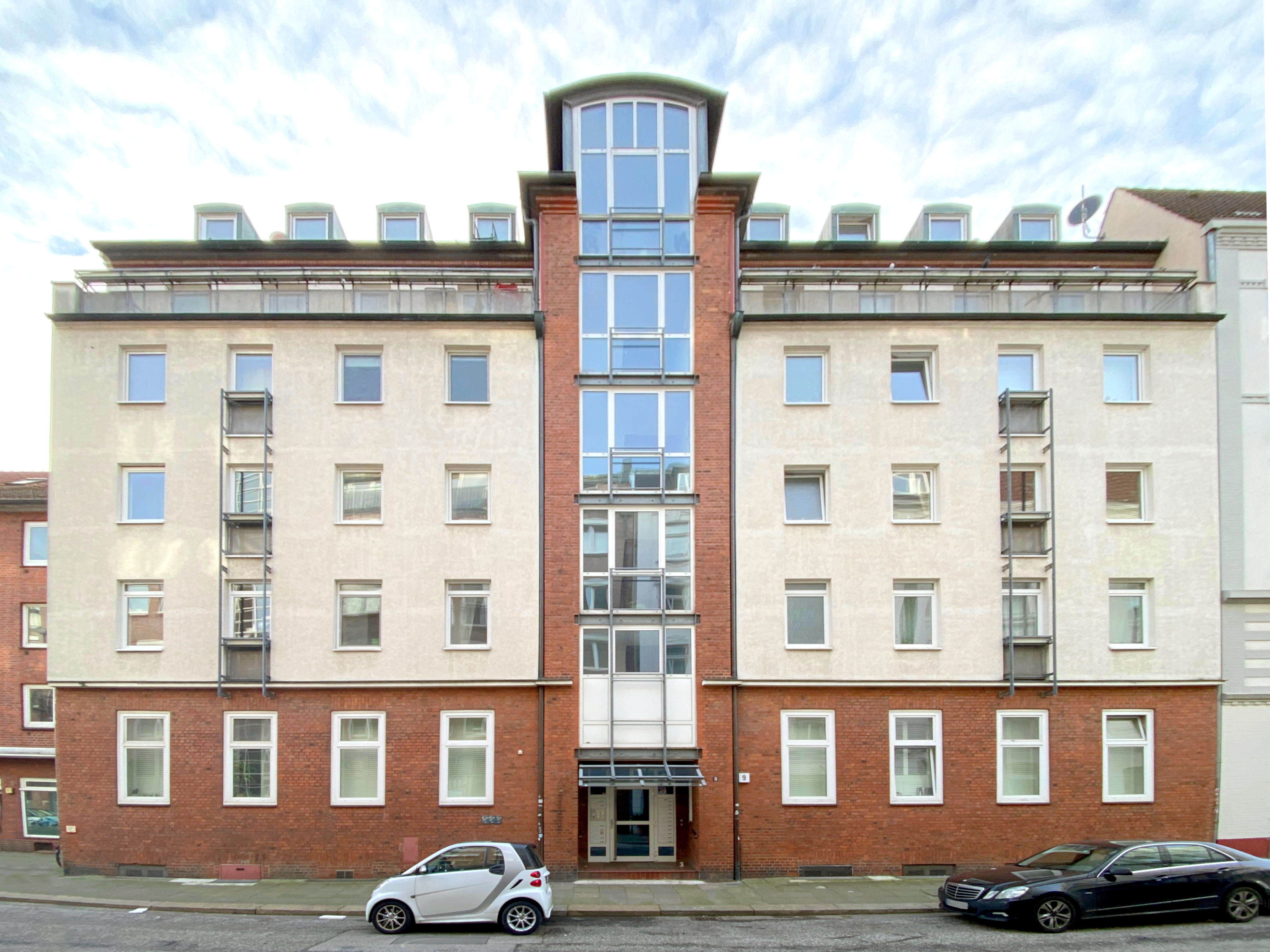
Auf dem Grundstück der zerstörten Kirche 1953 erbautes Altersheim der Seemannsmission

Die Kirchengemeinde St. Michaelis überließ 1952 der Schifferaltenstiftung kostenlos das Grundstück der zerstörten Lutherkirche. Das Richtfest für den Neubau wurde im März 1953 gefeiert, der Entwurf des schlichten Baus stammte von einem Architekten namens Helbing. 1953 wurde an der Karpfangerstraße das neue Altersheim fertiggestellt, das an der Rückseite mit der Seemannsmission verbunden war.
1995 plante die Stiftung, das Altersheim wegen der schlechten Auslastung zu schließen. Der Hungerstreik eines Bewohners trug mit zur Verzögerung dieses Plans bei. Die verbliebenen Bewohner sollten im Altenheim „Fallen Anker“ in Hamburg-Othmarschen untergebracht werden. Schließlich wurde das Altersheim geschlossen, 1997 wurde das Ensemble aus Seemannshaus am Wolfgangsweg und Neubau an der Karpfangerstraße saniert. Ab 2015 wurde das Haus Karpfangerstraße 9 zusammen mit dem Haus Wolfgangsweg 12 zu einem Wohngebäude für Mikroappartements umgebaut. Die Finanzierung des Projektes geschah mittels Crowdinvesting, eine Neuheit bei Immobilienprojekten der Größenordnung.

## Architektur und Ausstattung

### Bauaufgabe und Planung

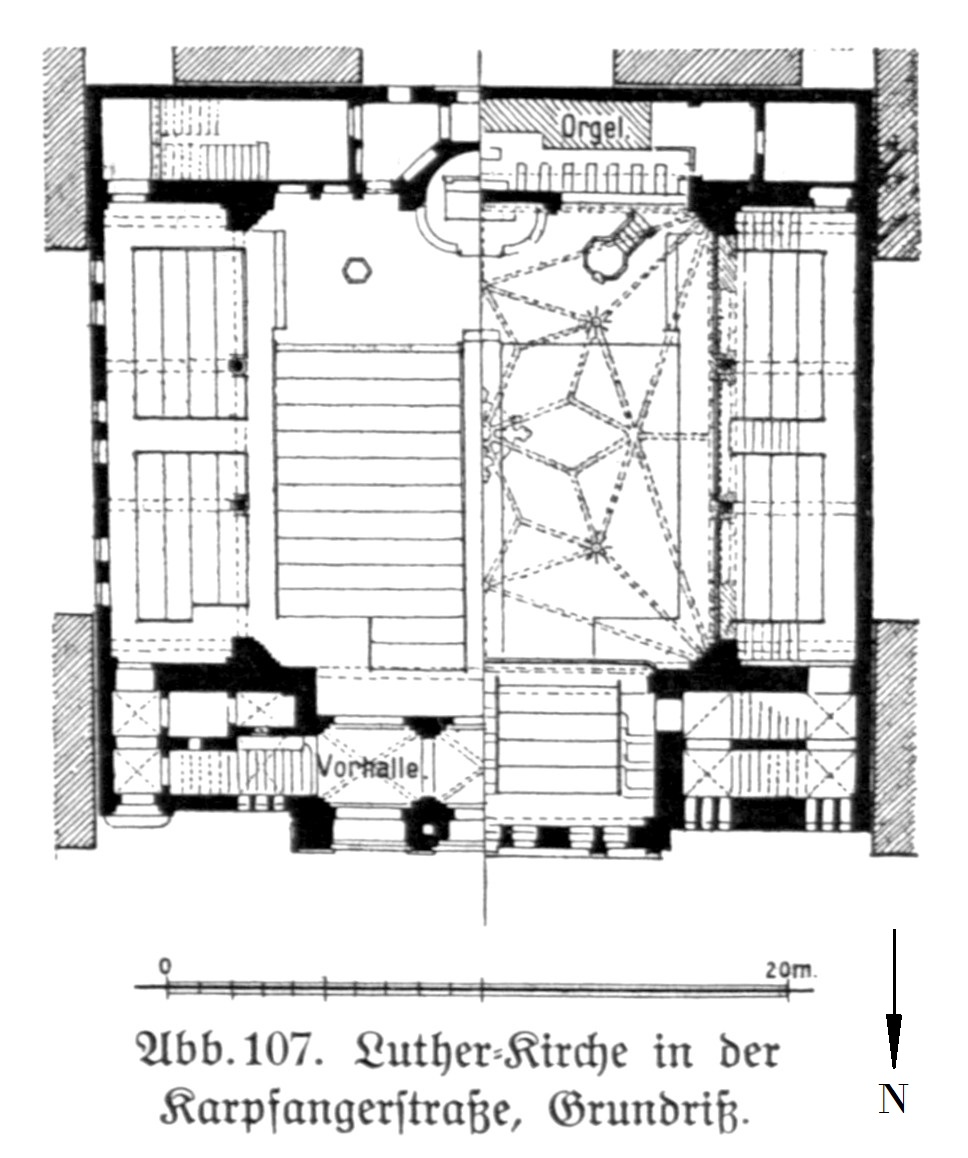
Quadratischer Grundriss der Kirche, Eingang und repräsentative Fassade in der Abbildung unten (Nordrichtung)

Der Architekt Hugo Groothoff kam 1884 aus Frankfurt am Main zurück nach Hamburg, lehrte an der Gewerbeschule (Vorläufer der HFBK) und bearbeitete kleinere Projekte. In den 1890er Jahren erhielt er die ersten größeren Bauaufträge, vor allem Kirchen und kirchliche Nebengebäude wie Pfarr- und Gemeindehäuser. Ende des 19. Jahrhunderts waren die Hamburger Hauptkirchen nach dem Großen Brand von 1842 schon wieder hergestellt. Auch die großen Kirchenneubauten für die erste Phase der Stadterweiterung Hamburgs standen bereits. Der verbleibende Baubedarf bei den kirchlichen Bauten Hamburgs bestand aus mittelgroßen Projekten im weiteren Einzugsbereich der Stadt, teilweise auch aus kleineren Kirchen in städtischen Gebieten der Nachverdichtung. Um diese Projekte gab es unter den auf Kirchenbau spezialisierten Hamburger Architekten „schärfste Konkurrenz“, zugleich waren die baulichen und finanziellen Möglichkeiten der jeweiligen Gemeinden begrenzt, das öffentliche Interesse an peripheren Kirchen eher gering. Dennoch gelang es Groothoff, sich mit zahlreichen Kirchenbauten zu etablieren.
Die Gemeinde St. Michaelis als Bauherr forderte zur wirksamen Entlastung ihrer Hauptkirche einen Neubau mit 800 Sitzplätzen. Für diese Kapazität war der Bauplatz äußerst knapp bemessen. Das Grundstück für die Kirche hatte einen fast quadratischen Grundriss mit einer Seitenlänge von 25 m. Bei dieser Größe musste ein guter Teil der Sitzplätze auf Emporen untergebracht werden. Zu beiden Seiten des Grundstücks schlossen bereits hohe Etagenhäuser an, die neue Kirche musste also mit ihrer Fassade in der Straßenflucht liegen. Eine weitere Schwierigkeit bildete die Belichtung des Kirchenschiffs. Möglich waren nur Fenster nach Norden zur Straße und im Innern des Baublocks nach Osten. Nach Süden schloss das Heim der Seemannsmission an, nach Westen im Innern des Baublocks andere Bestandsgebäude.
Groothoff löste diese Aufgabe durch eine vollständige Ausnutzung des Bauplatzes und teils unkonventionelle Lösungen. Das Kirchenschiff hatte daher einen quadratischen Grundriss, typologisch ein Zentralbau in Form eines Griechischen Kreuzes. Insgesamt hatte die Kirche 735 Sitzplätze im Kirchenschiff und der umlaufenden Empore, nicht ganz die gewünschte Kapazität. Das Hauptlicht für die Kirche kam durch große Dachfenster, die zwischen den niedrigen Dachflächen über den Emporen und dem hohen Dach über dem 15 m breiten Hauptschiff angebracht waren.

### Äußere Gestaltung
Zur Bauzeit der Kirche war es in Norddeutschland üblich, Kirchenbauten freizustellen, sie also auf einem freien Platz zu stellen, mit entsprechender Fernwirkung durch geeignete Sichtachsen. Teilweise wurden bei Renovierungen angrenzende Anbauten nachträglich entfernt, um die exponierte Wirkung zu erhöhen. Gerade im Innenstadtbereich seit der Gründerzeit mit seiner vielgeschossigen und dichten Bebauung schien dies als beste Möglichkeit, die Würde sakraler Gebäude zur Geltung zu bringen.
Aufgrund der geforderten Kapazität und bei dem begrenzten Bauplatz war eine Freistellung der Lutherkirche in keiner Weise möglich. Erforderlich war im Gegenteil nicht nur der Anschluss an die Bestandsbebauung links und rechts des Grundstücks, sondern die Einpassung in die Straßenflucht ohne weit hervortretende Bauteile. Auch ein großer Kirchturm war bei der kleinen Grundfläche weder statisch noch gestalterische eine Option. Entsprechend betrieb Groothoff viel Aufwand, um wenigstens die Fassade der Kirche zur Karpfangerstraße als Sakralbau erkennbar zu machen. Diese Nordfassade der Lutherkirche gestaltete er als Giebelfront, bei der vier Mauerpfeiler risalitartig aus geschlossenen Wandfeldern hervortreten und so zusammen mit einer gerasterten Ornamentzone die Stirnwand gliedern. Diese Gestaltung lehnte sich an die Brandenburgische Gotik an, in Details zitierte Groothoff bewusst die Prenzlauer Marienkirche. Die vier Mauerpfeiler standen auf drei Gewändeportalen, über denen mittig über der Haupttür die Luther-Statue stand. Rechts und links davon waren die Wappen von St. Michael für die Mutterkirche und von Luther selbst über den Nebentüren angebracht.
Der große Turm der Kirche befand sich asymmetrisch an der nordwestlichen Ecke des Gebäudes, von der Straße aus gesehen rechts. Auf der linken Seite, also an der nordöstlichen Ecke, befand sich ein deutlich kleinerer Turm. Ausführung und Haube des großen Turms waren dem seitlichen Kirchturm der Wittenberger Schlosskirche nachempfunden, dem Ausgangspunkt der Reformation. Um den Turm zog sich ein breites Band, das als Goldmosaik den Luther-Text Ein feste Burg ist unser Gott trug. Eine weitere Reminiszenz an die Wittenberger Schlosskirche war die Luther-Statue über dem Mittelportal, deren Hintergrund eine Nachbildung der Wittenberger Kirchtür bildete, an die Luther seine Thesen genagelt haben soll.

### Innere Gestaltung und Ausstattung

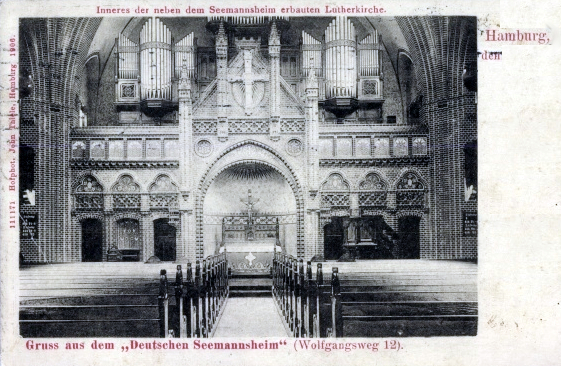
Innenansicht der Altarseite (1906)

Im Kirchenschiff selbst befanden sich auf Ebene des Eingangs 452 Sitzplätze, teilweise im rechten Winkel aufgestellt. Von einem Querschiff kann man jedoch nicht sprechen, dies hätte auch der Forderung des Wiesbadener Programms für den evangelischen Kirchenbau nach Einheitlichkeit des Raums widersprochen. Auf den umlaufenden Emporen befanden sich weitere 248 Plätze, dazu kamen 35 Plätze auf der Altarseite. Die Orgel befand sich auf der Empore der Altarseite, die ganze drei Meter tief war.
Die Kanzel war am rechten Vierungspfeiler angebracht, und nicht mit der Orgelempore verbunden, wie es das Wiesbadener Programm gefordert hätte. Hier hatten sich die in Hamburg starken Altlutheraner mit ihrer Forderung nach Trennung der Prinzipalien durchgesetzt, zu denen auch die Kanzel gehört. Ebenso wie sich im Außenbereich die sakrale Hervorhebung auf die Eingangsfassade konzentrierte, war dies im Innenraum mit der Altarwand der Fall, die bei räumlich bedingter geringer Tiefe dennoch stark gegliedert und samt Orgelprospekten reich gestaltet war.
Weder war die Lutherkirche geostet (die Altarseite wies nach Süden), noch stand die Orgel der Altarseite gegenüber, um Rede und Widerrede von Liturg und Kantor für die Gemeinde räumlich erfahrbar zu machen. Trotz dieser Abweichungen von damals üblichen Konventionen im Kirchenbau wurde die Lutherkirche positiv aufgenommen, da die Beschränkungen des Bauplatzes offenbar waren.